# Igelchen (Film)
Igelchen (georgisch ზღარბი, Sgharbi, Zgharbi, auch Zgarbi) ist ein sowjetischer und georgischer Kurzspielfilm in der Regie von Alexander Ninua (1934–2012) aus dem Jahr 1979, der Preise auf zwei kaukasischen Filmfestivals erhielt. Die Handlung beschreibt eine zarte Liebesgeschichte Halbwüchsiger in der georgischen Hauptstadt Tbilissi. Das DDR-Fernsehen zeigte den Film 1986 und 1989 in seinem Programm und gab ihm den deutschen Titel Igelchen.

## Handlung
Das halbwüchsige Mädchen Lia verspottet den etwa gleichaltrigen Jungen Gogi aus der Nachbarschaft wegen seiner borstigen Haare als Igelchen. Der wütende Junge verfolgt sie vergeblich im Treppenhaus, bis sie in ihre Wohnung entwischt. Als ihr das beim nächsten Mal misslingt, weiß der Junge nicht, wie er reagieren soll und steht nur verlegen vor ihr. Das Spiel setzt sich fort, bis bei dem Jungen Tränen der Verzweiflung fließen. Eines Tages wird ein LKW mit Möbeln beladen und fährt mit dem Jungen auf der Ladefläche davon. Das Mädchen läuft ihm nach, solange sie kann und ruft ihm keck ihr Igelchen nach. Als sie wieder zu Hause ankommt, fließen bei ihr die Tränen.

## Auszeichnungen
- 1979, Filmfestival Georgiens: Hauptpreis für den besten Kurzspielfilm
- 1979, Fernsehfilm-Festival in Baku: Erster Preis

## Ausstrahlung im DDR-Fernsehen
- Sonntag, 7. September 1986, 17.00 Uhr im Programm DDR 2 in der Sendereihe Für Freunde der russischen Sprache (Originalfassung)
- Freitag, 29. September 1989, 17.45 Uhr im Programm DDR 1

Als Produktionsjahr wurde 1985 ausgewiesen.